# Гетманский флаг

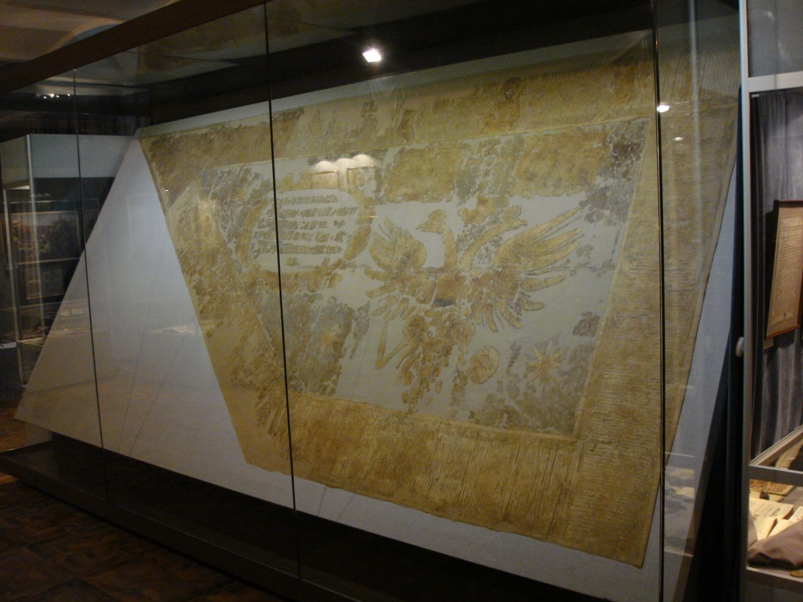
Знамя гетмана Запорожья.

Гетманский флаг — флаг (знамя) гетмана Запорожья времён царской России, длина 4,12 метра и шириной 1,98 метра, представлял собой символ гетманской власти.
Знамя гетмана относилось к гетманским клейнодам или знакам гетманского достоинства, которые состояли из булавы, бунчука, знамени, печати и литавр. Все они вручались гетману при выборе его в этот сан и переходили от одного гетмана к другому. Данное знамя было изготовлено в 1686—1688 годах мастерами Оружейной палаты из шёлка, расписанного золотой краской. Хранится в Харьковском историческом музее. Реставрирован специалистами Краковского национального музея. По мнению директора музея Владимира Цигулева, его чрезвычайная ценность в том, что это — одно из трех сохранённых гетманских знамён.

## Описание флага
Флаг по форме напоминает параллелограмм, одна из сторон которого перпендикулярна двум другим. Длина верхней части флага составляет 4,12 метра, длина нижней части составляет 2,06 метра, а ширина флага равна 1,98 метра. Флаг имеет двухсторонний рисунок.
Флаг был сшит из белой и жёлтой шелковой ткани — камки, — а потом богато украшен художественной росписью. По краям флага многочисленные надписи на старославянском языке. Над орлом расположены звезды, выложенные в виде креста и изображение Божьей Матери с текстами из Священного Писания. В верхнем скошенном углу и в двух нижних находятся три восьмиконечных звезды.

## История флага (знамени)
По сведениям замдиректора по науке Харьковского исторического музея Ольги Сошниковой это знамя было заказано вначале для гетмана Ивана Самойловича, однако он был низложен и знамя уже было изготовлено и вручено вновь избранному гетману Ивану Мазепе. Изготовление этого знамени финансировалось из царской казны.
После поражения шведской армии в Полтавской битве знамя было передано гетману Ивану Скоропадскому. Затем оно исполняло роль основного клейнода во времена правления Первой Малороссийской коллегии, далее находилось у Даниила Апостола, который в 1730 году отослал знамя в Департамент Коллегии иностранных дел с просьбой заменить его на новое, так как это пришло в негодность.

Дальнейшая судьба знамени, по сведениям Ольги Сошниковой, такова: 
В Оружейную палату Московского Кремля из архива Министерства иностранных дел России гетманский прапор попал почти через полтора столетия — в 1834-м. В 30-е же годы прошлого столетия флаг Мазепы был возвращен Украине и переехал на постоянное хранение в Харьковский исторический музей. По данным архивных документов, 10 октября 1941 года во время эвакуации, поезд с харьковскими музейными коллекциями попал под бомбежку на станции Алексеевка Белгородской области. Прямым попаданием немецкой авиабомбы один из вагонов с экспонатами был уничтожен… Некоторые предметы старины и произведения искусства по распоряжению военного коменданта станции были собраны бойцами и отосланы в Уфу в восьми ящиках. В Харьков гетманский флаг вернулся 5 ноября 1944 года и экспонировался до начала 80-х. Затем его пришлось законсервировать в хранилище — шелковая ткань начала рассыпаться.
В 2007—2008 году флаг находился на реставрации в Кракове (Польша). После реставрации оригинал не экспонируется, вместо него выставлена копия.